# رابینسون (ایلینوی)
رابینسون، ایلینوی (به انگلیسی: Robinson, Illinois) یک شهر در ایالات متحده آمریکا با جمعیت ۷٬۷۲۶ نفر است که در ایلی‌نوی واقع شده‌است.

## موقعیت جغرافیایی
موقعیت جغرافیایی شهرها و مناطق اطراف به شرح زیر است: